# Atentado em Lahore em fevereiro de 2017
Em 13 de fevereiro de 2017, um atentado suicida ocorreu em The Mall em Lahore, Paquistão, onde um grupo de químicos e farmacêuticos protestava em Charing Cross em frente à assembleia provincial de Punjab. De acordo com fontes da Polícia de Punjab, 18 pessoas foram mortas, incluindo vários policiais, e pelo menos 87 ficaram feridas.
Jamaat-ul-Ahrar, uma facção do banido Tehrik-i-Taliban (TTP), assumiu a responsabilidade pelo ataque.  As autoridades locais isolaram o local para iniciar as investigações. De acordo com as autoridades paquistanesas, o ataque foi orquestrado no Afeganistão, onde o grupo militante opera santuários. Em 23 de fevereiro, as forças de segurança do Paquistão mataram o mentor do ataque, Wajihullah, perto da fronteira afegã, após o lançamento da Operação Radd-ul-Fasaad.  

A operação envolveu a condução de operações de Segurança de Espectro Amplo (Antiterrorismo) pelos Rangers em Punjab, a continuação das operações em andamento em todo o país e o foco em uma gestão mais eficaz da segurança das fronteiras, desarmamento nacional e o controle de explosivos também foram dados como objetivos adicionais da operação. O Plano de Ação Nacional foi perseguido como a marca dessa operação.